# 国际锡业委员会
国际锡业委员会（英語：International Tin Council, ITC）是旨在促进锡在全球范围内的生产和消费长期平衡，避免价格过度波动的组织；成立于1956年，1990年解散。
1947年，国际锡业研究小组（International Tin Study Group）成立，对全球锡的供需进行了调研。随之，《国际锡业协议》（英語：International Tin Agreement）于1954年签订，建立了国际锡业委员会，协议于1956年生效。在之后的1960年、1965年、1970年、1975年和1980年，成员国又签订了五个《国际锡业协议》。

## 主要任务
1. 避免或缓和锡供需调整不当有可能造成的广泛失业、低雇佣比率和其他严重问题；
2. 在保证长期供需平衡的基础上避免锡价格的过度波动并实现价格在合理程度上的稳定；
3. 持续保持锡以合理价格实现充分供应；
4. 建立措施的考量和发展框架，渐进地促进锡的经济生产，同时避免锡储量不必要浪费和不合理废弃。[2]

## 调控手段
国际锡业委员会的主要调控手段为出口控制和建立锡金属缓冲存量。
锡金属缓冲存量由生产国捐赠，委员会通过锡金属缓冲存量的购入和出售对全球价格进行影响。1965年的《国际锡业协议》授予委员会为购买缓冲存量贷款的权力。

## 组织机构
国际锡业委员会的成员国包括国家政府和独立领土（领土群）的政府。每个成员国委任一位代表参加委员会，其独立领土（或领土群）另可单独派遣代表；代表负责行使投票权。成员国分为生产国和消费国。
委员会主席选举产生，不享有投票权；委员会任命一位秘书和一位缓冲存量管理人。
委员会定期举办会议。会议也可应任何代表要求、按照《国际锡业协议》规定或者主席要求召开。

## 解散
19世纪80年代初，受经济萧条、锡循环利用的发展和铝在包装中的替代性使用等多重因素的影响，锡价开始大幅下滑。国际锡业委员会成员国之间也出现了较大的分歧。1985年10月24日，国际锡业委员会宣布无力偿还对银行和金属经纪人的债务，停止稳定市场的相关活动；委员会负债约14亿美元，引发多起诉讼。委员会破产也引起伦敦金属和金融市场的巨大危机，金属锡价格继续大幅下滑。成员国无法就如何挽救委员会达成一致，1989年6月，第六个《国际锡协议》到期，成员国没有更新；1990年委员会解散。